# Omophron gemmeum
Omophron gemmeum (лат.) — вид жуков-жужелиц из семейства Carabidae. Палеарктика: Уттар-Прадеш (Индия). Ориентальный регион: Ассам (Индия). Длина тела 3,75—4 мм, ширина 2,7—2,8 мм. Тёмно-зелёные, металлически блестящие; клипеус и лабрум темно-красные; усики, щупики, середина лба, бока проторокса и надкрылий, ноги буроватые.